# Pycnospatha palmata
Pycnospatha palmata är en kallaväxtart som beskrevs av François Gagnepain. Pycnospatha palmata ingår i släktet Pycnospatha och familjen kallaväxter. Inga underarter finns listade.